# باشگاه فوتبال تیورتون تاون
باشگاه فوتبال تیورتون تاون (به انگلیسی: Tiverton Town Football Club) یک باشگاه فوتبال در شهر تیورتون، دوون، کشور انگلستان است که در سال ۱۹۱۳ میلادی تأسیس شده‌است.